# Skegrie
Skegrie är en tätort på Söderslätt i Trelleborgs kommun i Skåne län.
Orten är kyrkby i Skegrie socken med Skegrie kyrka från 1100-talet medan östra delen ligger i Bodarps socken.

## Historia
Äldst i Skegrie är den 5 000 år gamla Skegriedösen. 
Den första järnvägen mellan Malmö och Trelleborg passerade Skegrie. Den invigdes 1883.
År 1897 byggdes väderkvarnen av holländsk typ.

### Befolkningsutveckling
| Befolkningsutvecklingen i Skegrie 1960–2024    | Befolkningsutvecklingen i Skegrie 1960–2024 | Befolkningsutvecklingen i Skegrie 1960–2024 | Befolkningsutvecklingen i Skegrie 1960–2024 | Befolkningsutvecklingen i Skegrie 1960–2024 |
| ---------------------------------------------- | ------------------------------------------- | ------------------------------------------- | ------------------------------------------- | ------------------------------------------- |
|                                                |                                             |                                             |                                             |                                             |
| År                                             |                                             |                                             | Folkmängd                                   | Areal (ha)                                  |
| 1960                                           | 1960                                        |                                             | 249                                         |                                             |
| 1965                                           | 1965                                        |                                             | 364                                         |                                             |
| 1970                                           | 1970                                        |                                             | 375                                         |                                             |
| 1975                                           | 1975                                        |                                             | 503                                         |                                             |
| 1980                                           | 1980                                        |                                             | 493                                         |                                             |
| 1990                                           | 1990                                        |                                             | 565                                         | 43                                          |
| 1995                                           | 1995                                        |                                             | 584                                         | 43                                          |
| 2000                                           | 2000                                        |                                             | 565                                         | 43                                          |
| 2005                                           | 2005                                        |                                             | 745                                         | 54                                          |
| 2010                                           | 2010                                        |                                             | 1 106                                       | 69                                          |
| 2015                                           | 2015                                        |                                             | 1 156                                       | 79                                          |
| 2020                                           | 2020                                        |                                             | 1 650                                       | 113                                         |
| Anm.: Snarringe räknas till tätorten från 2020 |                                             |                                             |                                             |                                             |

## Samhället
Skolan byggdes 2005 om för att rymma 180 elever upp till årskurs 5. I nordväst håller 150 villor på att uppföras.